# Czesław Jasianek
Czesław Jasianek (ur. 2 lipca 1933 w Emilianowie, zm. 2025) – polski działacz państwowy, nauczyciel, w latach 1988–1990 wicewojewoda piotrkowski.

## Życiorys
Ukończył liceum ogólnokształcące i pedagogiczne w Zgierzu, następnie studia magisterskie na Uniwersytecie Łódzkim oraz podyplomowe w Szkole Głównej Planowania i Statystyki. W 1953 rozpoczął pracę nauczyciela w szkole w Złoczewie, odbył służbę wojskową. Pracował następnie w tym zawodzie w placówkach w Unikowie i od 1965 do 1976 w Lututowie, gdzie od 1968 pełnił funkcję dyrektora szkoły podstawowej (od 1975 zespołu szkół). Za jego prezesury placówka uzyskała m.in. miano najlepszej szkoły w województwie sieradzkim.
Wstąpił do Zjednoczonego Stronnictwa Ludowego. W latach 60. zasiadał w Gromadzkiej Radzie Narodowej w Złoczewie. W 1969 został prezesem Gminnego Komitetu ZSL w Lututowie. Od 1976 zatrudniony jako kierownik organizacyjny, wiceprezes i prezes Komitetu Wojewódzkiego ZSL w Piotrkowie Trybunalskim. Uczestniczył także w czterech zjazdach Naczelnego Komitetu ZSL. Od 1988 do 1990 pełnił funkcję wicewojewody piotrkowskiego.

## Odznaczenia
Odznaczony m.in. Krzyżem Oficerskim i Kawalerskim Orderu Odrodzenia Polski, Złotym Krzyżem Zasługi i Medalem 40-lecia Polski Ludowej, a także Honorową Odznaką Województwa Łódzkiego i Honorową Odznaką Polskiego Czerwonego Krzyża. W 2016 wraz z żoną Czesławą otrzymał Medal za Długoletnie Pożycie Małżeńskie.